# Diego Emilio Martínez
Diego Martínez (sinh ngày 22 tháng 9 năm 1988 ở Tlalpan, Mexico City) là một cầu thủ bóng đá người México thi đấu cho Oaxaca của Ascenso MX.